# Melone

Cantaloupe-Melone (Cucumis melo var. cantalupensis)

Als Melone bezeichnet man vor allem in subtropischen Gebieten kultivierte Gewächse mit großen, saftreichen Beeren-Früchten. Sie gehören zur Familie der Kürbisgewächse (Cucurbitaceae). Der deutsche Name ist über italienisch melone bzw. mittellateinisch melon von lateinisch melo (Genitiv melōnis) „Melone“, insbesondere „Zuckermelone“, abgeleitet. Dieses ist die Kurzform von melopepo („apfelförmige Melone, Apfelpfebe“), einem lateinischen Fremdwort zu gleichbedeutend altgriechisch μηλοπέπων mēlopépōn.
Es wird hauptsächlich zwischen Zuckermelonen und Wassermelonen unterschieden.
Melonen werden in der Botanik nicht als engere Verwandtschaftsgruppe angesehen: Die Zuckermelonen sind näher verwandt mit den Gurken (gemeinsam in der Gattung Cucumis) als mit den Wassermelonen (Gattung Citrullus).
Die Frucht wird aufgrund der festen Schale als Panzerbeere bezeichnet.

## Wichtige Melonenarten
- Zuckermelone (Cucumis melo), unter anderem mit
  - Wintermelonen, z. B.
    - Futuro-Melone (Piel de sapo (sp) = Krötenhaut)
    - Honigmelone

  - Netzmelonen, z. B.
    - Galiamelone

  - Cantaloupe-Melonen, z. B.
    - Charentais-Melone

- Wassermelonen (Citrullus lanatus), ca. 150 Sorten
- Nara-Melone (Acanthosicyos horridus)

## Reife
Reife Wassermelonen klingen beim Klopfen hohl und Honigmelonen dumpf, während unreife Melonen kaum ein Geräusch von sich geben. Auch wenn Melonen zu Hause noch nachreifen, haben die bereits auf dem Feld ausgereiften Melonen das intensivste Aroma. Der süßliche Geruch der Frucht ist ein weiteres Merkmal der Reife. Im Vergleich zu gleich großen unreifen sind reife Melonen zudem schwerer.
Die Unterseite der Melone, die in Kontakt mit dem Boden war, ändert beim Reifen die Farbe von weiß oder blassem Grün zu leicht gelblich. Dennoch ist die Farbe der Schale kein Merkmal für die Reife; an einem bräunlichen oder sogar feuchten Stielansatz lässt sich jedoch eine überreife Frucht erkennen.
Wenn die Frucht unreif ist, kann sie abführend wirken.

## Trivia
In Turkmenistan begeht man offiziell den Tag der turkmenischen Melone.
Nach ihrer Melonenform benannt wurden der charakteristische Hut sowie die antike Melonenfrisur.